# 파울로 클림킨

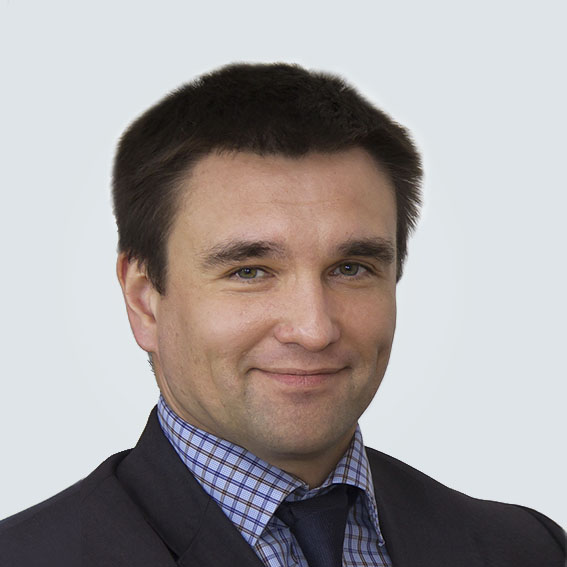
파울로 클림킨

파울로 아나톨리요비치 클림킨(우크라이나어: Павло Анатолійович Клімкін, 1967년 12월 25일 ~ )은 2014년부터 2019년까지 우크라이나 외무장관으로 재직한 바 있는 우크라이나 외교관이다. 러시아 쿠르스크 출신으로, 원래는 모스크바에서 교육을 받은 물리학자였다. 클림킨은 1993년부터 우크라이나 외무부에서 근무했으며, 우크라이나 외무부 유럽 연합 부서 국장과 제1아자로우 정부의 외무차관으로 재직하는 등 다양한 직책을 맡았다. 클림킨은 우크라이나-유럽 연합 연합 협정 협상에서 중심 역할을 한 인물이다.
2012년부터 2014년까지는 독일 주재 우크라이나 특명 전권 대사를 지냈다.